# Maszkabad-e Sofla
Maszkabad-e Sofla (pers. مشك ابادسفلي) – wieś w Iranie, w ostanie Azerbejdżan Zachodni. W 2006 roku  liczyła 345 mieszkańców w 93 rodzinach.